# Strijkkwartet nr. 15 (Sjostakovitsj)
Dmitri Sjostakovitsj's Strijkkwartet Nr. 15 in es mineur (opus 144) werd voltooid op 17 mei 1974 en was Sjostakovitsj's laatste strijkkwartet.
De première vond plaats op 15 november 1974 in Leningrad, en werd uitgevoerd door het Taneyev Quartet (Het 15e Strijkkwartet was een van de twee strijkkwartetten die tijdens de première niét door het Beethoven Quartet werd uitgevoerd). Als zovele latere werken van componisten, was het werk een meditatie over het leven.
Het werk bestaat uit zes delen, welke allemaal Adagio zijn:
1. Elegy (Adagio)
2. Serenade (Adagio)
3. Intermezzo (Adagio)
4. Nocturne (Adagio)
5. Funeral March (Adagio Molto)
6. Epilogue (Adagio)

Het 15e Strijkkwartet zou aanvankelijk door het Beethoven Quartet worden uitgevoerd. Ze kregen van Sjostakovitsj de opdracht mee om zó te spelen dat de vliegen dood uit de lucht zouden vallen, en het publiek vanuit verveling de zaal zou verlaten.
Strijkkwartet nr. 1 · Strijkkwartet nr. 2 · Strijkkwartet nr. 3 · Strijkkwartet nr. 4 · Strijkkwartet nr. 5 · Strijkkwartet nr. 6 · Strijkkwartet nr. 7 · Strijkkwartet nr. 8 · Strijkkwartet nr. 9 · Strijkkwartet nr. 10 · Strijkkwartet nr. 11 · Strijkkwartet nr. 12 · Strijkkwartet nr. 13 · Strijkkwartet nr. 14 · Strijkkwartet nr. 15